# Българи в Китай
Българите в Китай са над 150 души. Главната част от българската общност се състои от студенти и специализанти във висши учебни заведения, бизнесмени, служители в местни фирми, преподаватели в учебни заведения и българи от смесени бракове.

## Разположение
Дългосрочно пребиваващите български граждани са съсредоточени главно в градовете Пекин, Шанхай, Циндао, Далиен, Ухан, Нандзин, Тяндзин, Хонконг и Шънджън (провинции Джъдзиян, Гуандун, Хубей и Дзянсу, Шанхайски и Пекински муниципалитети).

## Организации
Според данни на ДАБЧ в Китай има 1 организация на българите – 1 училище.

### Училища
- град Пекин, Българско неделно училище (от 2004 г.)[1]